# グリズリー・ベア
グリズリー・ベア（Grizzly Bear）は、2004年に結成されたアメリカ合衆国のロックバンドである。

## 経歴

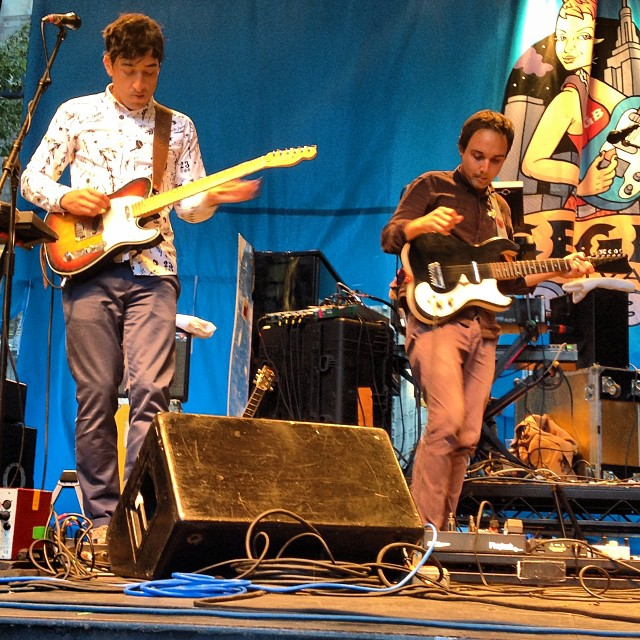
ライブで演奏するバンド（2013年）

2000年代初頭、エドワード・ドロストのソロ・プロジェクトとしてスタート。
2004年11月、デビュー・アルバム『ホーン・オブ・プレンティ』をケーナイン・レコーズからリリース。
2006年9月、セカンド・アルバム『イエロー・ハウス』をワープ・レコーズからリリース。音楽メディアから高い評価を受け、注目を集める。
2009年5月、サード・アルバム『ヴェッカーティメスト』をリリース。全米ビルボード・チャートで8位を獲得。音楽メディアが発表する年間ベストアルバムのリストでは、ピッチフォーク、NME、Spin誌、NPR、PopMatters、musicOMH、No Ripcord、A.V. Clubなどがトップ10に選出した。
2012年9月、アルバム『シールズ』をリリース。
2017年8月、アルバム『Painted Ruins』をRCAからリリース。
2020年、エドワード・ドロストが脱退 。以後、バンドは活動休止となっている。

## メンバー

### 現在のメンバー
- クリストファー・ベア (Christopher Bear) - ドラム、パーカッション、鉄琴、木琴、キーボード、ラップ・スティール・ギター、バック・ボーカル (2004年– )
- クリス・テイラー (Chris Taylor) - ベース、バック・ボーカル、管楽器、プロデュース (2004年– )
- ダニエル・ロッセン (Daniel Rossen) - リード・ボーカル、ギター、キーボード、オートハープ、バンジョー (2004年– ) ※デパートメント・オブ・イーグルスのメンバーも務める

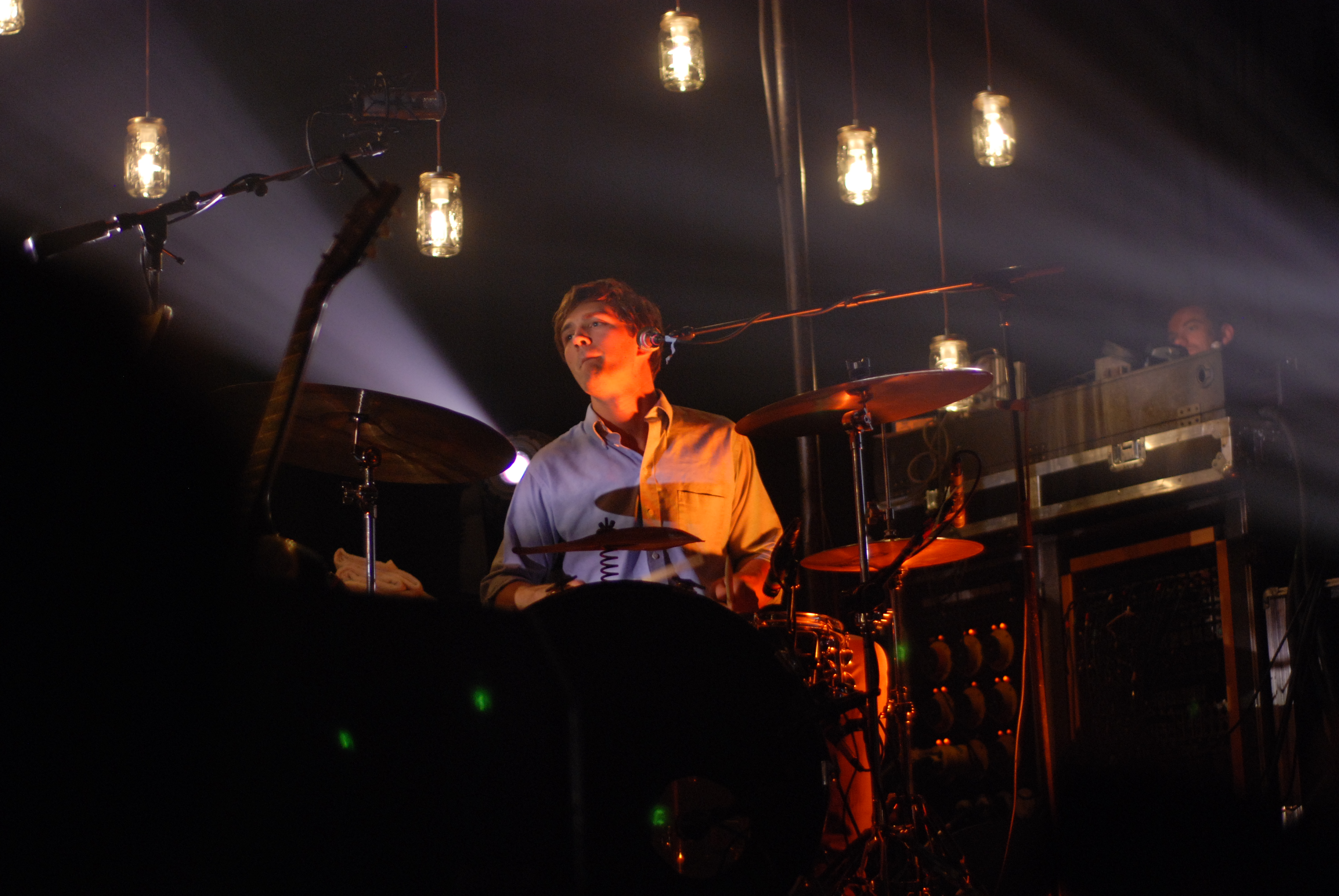
クリストファー・ベア （ドラムス）
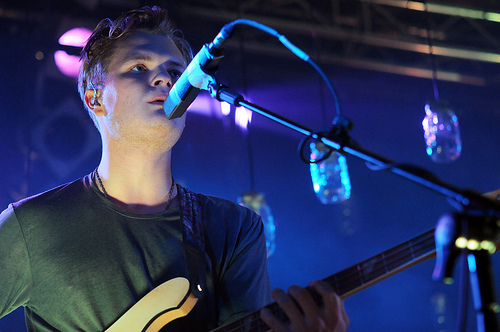
クリス・テイラー（ベース）
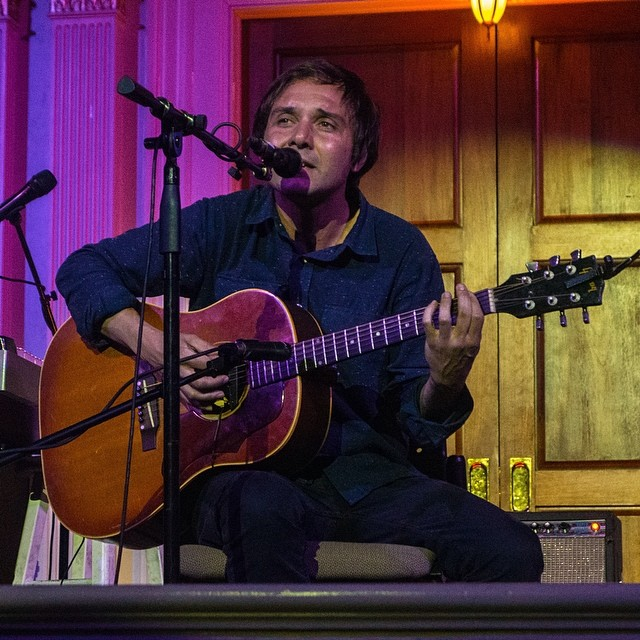
ダニエル・ロッセン（ボーカル、ギター）

### 旧メンバー
- エドワード・ドロスト (Ed Droste) - リード・ボーカル、キーボード、ギター、オムニコード、オートハープ (2002年–2020年)

エドワード・ドロスト（ボーカル、キーボード）

## ディスコグラフィ

### アルバム
- 『ホーン・オブ・プレンティ』 - Horn of Plenty (2004年、Kanine)
- 『イエロー・ハウス』 - Yellow House (2006年、Warp)
- 『ヴェッカーティメスト』 - Veckatimest (2009年、Warp)
- 『シールズ』 - Shields (2012年、Warp)
- Painted Ruins (2017年、RCA)

## 来日公演
- 2009年
  - 8月7日 大阪 舞洲スポーツアイランド - SUMMER SONIC OSAKA
  - 8月9日 千葉 幕張メッセ - SUMMER SONIC TOKYO
- 2013年
  - 3月5日 東京 恵比寿 LIQUIDROOM
  - 3月6日 大阪 梅田AKASO